# Hermitage (Arkansas)
Hermitage es un pueblo ubicado en el condado de Bradley en el estado estadounidense de Arkansas. En el Censo de 2010 tenía una población de 830 habitantes y una densidad poblacional de 280,86 personas por km².

## Geografía
Hermitage se encuentra ubicado en las coordenadas 33°26′53″N 92°10′18″O / 33.44806, -92.17167. Según la Oficina del Censo de los Estados Unidos, Hermitage tiene una superficie total de 2.96 km², de la cual 2.96 km² corresponden a tierra firme y (0%) 0 km² es agua.

## Demografía
Según el censo de 2010, había 830 personas residiendo en Hermitage. La densidad de población era de 280,86 hab./km². De los 830 habitantes, Hermitage estaba compuesto por el 34.94% blancos, el 28.55% eran afroamericanos, el 3.49% eran amerindios, el 0.12% eran asiáticos, el 0% eran isleños del Pacífico, el 30.6% eran de otras razas y el 2.29% pertenecían a dos o más razas. Del total de la población el 42.05% eran hispanos o latinos de cualquier raza.